# Ваздухопловна база Гранд Форкс
Ваздухопловна база Гранд Форкс (енгл. Grand Forks Air Force Base) насељено је место без административног статуса у америчкој савезној држави Северна Дакота.

## Демографија
По попису из 2010. године број становника је 2.367, што је 2.465 (-51,0%) становника мање него 2000. године.
| Група             | 2000.         | 2010.         |
| Белци             | 3.801 (78,7%) | 1.710 (72,2%) |
| Афроамериканци    | 406 (8,4%)    | 241 (10,2%)   |
| Азијати           | 117 (2,4%)    | 67 (2,8%)     |
| Хиспаноамериканци | 289 (6,0%)    | 237 (10,0%)   |
| Укупно            | 4.832         | 2.367         |